# Terry Pratchett – Ab die Post
Terry Pratchett – Ab die Post (auch Terry Pratchett's Going Postal, Originaltitel: Going Postal) ist ein britischer Fantasyfilm von Regisseur Jon Jones aus dem Jahr 2010 mit Richard Coyle in der Hauptrolle. Er beruht auf dem Roman Ab die Post von Terry Pratchett. Ursprünglich als zweiteiliger Fernsehfilm produziert, wurde er mittlerweile auch auf DVD und Blu-ray veröffentlicht.

## Handlung
Der bislang unverbesserliche Betrüger Feucht von Lipwig wird unter seinem falschen Namen hingerichtet. Die Hinrichtung war aber nur fingiert: Lord Vetinari, Alleinherrscher von Ankh-Morpork auf der Scheibenwelt, gibt ihm eine „zweite Chance“ und zwingt ihn, der neue Postminister zu werden. Von Lipwig bekommt den Golem Pumpe19 als Bewährungshelfer zur Seite gestellt, der ihn unter anderem an Fluchtversuchen hindern soll. Zusammen sollen sie das marode Postamt von Ankh-Morpork wiederaufbauen.
Nachdem er Lord Vetinaris Angebot angenommen hat, startet von Lipwig sogleich einen Fluchtversuch, der aber von Herrn Pumpe vereitelt wird. Daraufhin geht der Minister widerwillig an die Arbeit und wird beim Betreten des Postamtes nicht nur mit Bergen nicht zugestellter Post, sondern auch mit seinen einzigen Mitarbeitern konfrontiert: Dem greisen Juniorpostboten Herr Grütze, der noch nie befördert wurde, weil nie ein Postminister lange genug im Amt war, um ihn zu befördern, und dem Postbotenlehrling Stanley Heuler, der ein extrem leidenschaftlicher Sammler von Nadeln ist. Als Lipwig das Postamt verlassen will, erläutert ihm Pumpe, dass er immer wisse, wo sich der Postminister aufhalte. Währenddessen rutscht von Lipwig ein Brief in die Hand, worauf er beschließt, diesen zuzustellen.
Dabei wird er von Reacher Gilt, dem Besitzer des Klacker-Imperiums, einer hochmodernen Datenübertragungstechnologie, abgefangen, der ihm rät, schnellstens das Postamt zu verlassen, da es mit einem Fluch belegt sei. Von Lipwig sucht immer noch einen Ausweg aus seiner Zwangslage und findet Adora Liebherz, welche die Golem-Stiftung leitet. Von ihr erhofft er sich Hinweise, wie er Pumpe19 loswerden kann. Seine Flirtversuche mit Liebherz sind nicht sehr erfolgreich, da sie ihn als Hochstapler durchschaut. In der Zwischenzeit zeigt sich, dass die nicht zugestellte Post eine kollektive Intelligenz entwickelt hat. Feucht von Lipwig werden die schrecklichen Schicksale von Menschen offenbart, welche durch seine Straftaten, allen voran die Wertpapierfälschung, zu Schaden gekommen sind. Außerdem erfährt er, dass die Klacker, der größte Konkurrent der Post, von Adoras Vater gegründet wurden. Reacher Gilt übernahm sie, nachdem Lipwigs Fälschungen die Bank lahmgelegt hatten und nahm damit Adoras Familie die Lebensgrundlage. Vater und Bruder Adoras starben, während sie die Golem-Stiftung leitet.
Lipwig beschließt also, die Post gemeinsam mit Adora wieder aufzubauen und engagiert dafür sämtliche Golems aus der Stiftung. Bald wird die Post immer populärer, und die Klacker nehmen an Popularität ab. Gilt will die Post deshalb zerstören und legt ein Feuer. Während der Rettung Stanleys wird Lipwig von einem Banshee angefallen, der offenbart, die anderen Postminister sowie Adoras Vater und Bruder im Auftrag Gilts getötet zu haben. Allerdings wird der Banshee von den intelligenten Briefen getötet, und somit verschwindet Lipwigs einziger Beweis. Nachdem auch noch die neuesten Postkutschen immer häufiger von Banditen überfallen werden, steht das Postamt am Abgrund.
Der vorstehende erste Teil des Films wird von Feucht von Lipwig als Erzähler geschildert, der die Ereignisse in einem Brief an Adora Belle Liebherz zusammenfasst. Nun, da er dieses Geständnis übergibt, wendet sich Adora von Lipwig ab, weil er für das Leid ihrer Familie verantwortlich ist.
Durch das Feuer ist das Postamt zerstört und pleite. Jetzt erinnert Feucht sich an eine früher von ihm vergrabene Geldreserve. Da er inzwischen fast auf dem Weg der Rechtschaffenheit ist, aber unter ständiger Beobachtung steht, bittet er den Krokodilgott Offler um eine Spende von 150 000 Dollar. „Wunderbarerweise“ ist er kurz darauf von Offler besessen, der ihn zu seinem Geldversteck führt. Dort wacht Feucht wieder auf und wird prompt verhaftet, da die Summe genau seiner unterschlagenen Beute entspricht. Das Geld wird für die Allgemeinheit konfisziert und fortan von Vetinari verwaltet.
Mit diesen Geldmitteln wird also die Post wieder aufgebaut. Zudem kann Adora die Klacker für einige Tage lahmlegen, was den Postbetrieb wieder ankurbelt. Allerdings können die Klacker das Problem schnell beheben und Lipwig fordert Gilt schließlich zum letzten Duell heraus. Wer schneller eine Nachricht in eine weit entfernte Stadt gebracht hat, gewinnt. Sollte Lipwig mit der Post gewinnen, muss Gilt das Klacker-Imperium wieder der Familie Liebherz übertragen, gewinnt aber Gilt mit den Klackern, was aufgrund der enormen Geschwindigkeit einer solchen Nachricht wahrscheinlicher ist, wird Lipwig gehängt. Der Postminister macht keinen Rückzieher, stattdessen wählt er die Nachricht aus: die Biografie Vetinaris. Die Kutsche mit Stanley und Grütze macht sich auf den Weg, während auch die Klacker beginnen. Kurz zuvor kann Adora durch einen alten Vertrauten, den Klacker-Ingenieur Pony, an Gilts Abrechnungen kommen, wodurch sie schließlich handfeste Beweise für dessen Verbrechen hat. Statt ihn anzuzeigen, fangen sie aber die Nachricht Gilts von einem stillgelegten Klacker-Turm aus ab und senden an den nächsten diese Abrechnungen für die Tode mehrerer Menschen.
Das rettet Lipwig im letzten Moment das Leben. Reacher Gilt kann gefasst werden und Adora hat nun das Klacker-Imperium wieder in der Hand. Im Abspann bietet Lord Vetinari dem Betrüger Gilt die gleiche „zweite Chance“ wie schon Feucht von Lipwig zu Beginn des Films. Gilt nutzt seine Chance nicht, und ein Postbote (Cameoauftritt Terry Pratchett) kann den Brief nur noch an einen Toten zustellen.

## Produktion und Veröffentlichung
- Die Dreharbeiten fanden zum großen Teil in Budapest statt. Weitere Sets wurden in einem Studio aufgebaut.
- Der deutsche Titel übernimmt direkt den Titel der englischen Originalausgabe des zugrunde liegenden Romans von Going Postal. Diese englischsprachige Redewendung bedeutet zu Deutsch so viel wie: ‚ausrasten‘, ‚durchdrehen‘; aber auch: ‚Amok laufen‘, was sich auf Amokläufe in Postämtern zurückführen lässt. Auch die deutsche Veröffentlichung benutzt diesen Filmtitel, obwohl der Roman im Deutschen Ab die Post heißt.
- In Deutschland erscheint der Film als DVD und Blu-ray bei NEW KSM. Neben den Standardausgaben gibt es auch eine „Starmetal“ Ausgabe der Blu-Ray Disc. Außerdem ist der Film auch in der Terry Pratchett Gesamtbox enthalten. Erscheinungstermin war der 15. November 2010.
- Die deutsche Erstausstrahlung erfolgte am 19. Mai 2013 auf RTL.[3] Der Film erreichte dabei einen Marktanteil von 8,2 Prozent.[4]

## Synchronisation
Die deutsche Synchronisation entstand nach einem Dialogbuch und unter der Dialogregie von Sascha Draeger.
| Darsteller       | Synchronstimme   | Rolle                  |
| ---------------- | ---------------- | ---------------------- |
| Richard Coyle    | Sascha Rotermund | Feucht Von Lipwig      |
| Charles Dance    | Volkert Kraeft   | Lord Havelock Vetinari |
| Claire Foy       | Joey Cordevin    | Adora Belle Liebherz   |
| David Suchet     | Reiner Schöne    | Reacher Gilt           |
| Andrew Sachs     | Peter Groeger    | Herr Grütze            |
| Timothy West     | Peter Weis       | Ridcully               |
| Steve Pemberton  | Rainer Schmitt   | Drumknott              |
| Ian Bonar        | Matthias Klimsa  | Stanley Heuler         |
| Paul Barber      | Wolf Frass       | Dave                   |
| Nicholas Farrell | Achim Buch       | Pumpe19                |
| Tamsin Greig     | Gabriele Libbach | Sacharissa Kratzgut    |

## Unterschiede zur Romanvorlage
- Neben diversen Kürzungen ist vor allem die Beziehung zu Adora Belle Liebherz (Claire Foy) völlig anders dargestellt. Während im Roman von beiden Seiten aus geflirtet wird, bekämpft Adora im Film die Bemühungen Feuchts bis hin zum Streikaufruf an die Golems.
- Auch der Charakter von Adora Belle wird im Film völlig anders dargestellt. Während sie im Film emotional und aufbrausend reagiert, ist sie im Roman eher gleichmütig, so nimmt sie Feuchts Geständnis, dass er für den Verlust ihrer alten Arbeitsstelle verantwortlich ist, geradezu gelassen hin. Und im Gegensatz zur Handlung im Film gibt Adora Belle das Rauchen nicht auf.
- Die gesamte Geschichte um den alten Golem Anghammarad fehlt.
- Das Novum des weiblichen Golems in Form von Gladys wurde nicht dargestellt (Allerdings steht der Name Gladys auf einer Tafel in der Golemstiftung).
- Während in den Romanen die Werwolfnatur von Feldwebel Angua von der Wache geheim gehalten und mehrfach darauf hingewiesen wird, dass es Feldwebel Angua unangenehm ist sich vor Zeugen zu verwandeln, verwandelt sich Angua im Film in einer voll besetzten Kneipe. Nach ihrer Verwandlung sieht sie aus wie ein "moderner" Werwolf, der aufrecht auf zwei Beinen geht. In den Romanen wird sie als "normaler" Wolf mit blonder Mähne beschrieben. Darüber hinaus stimmt ihr Charakter im Film nicht mit der Beschreibung in den Romanen überein.
- Während Drumknott (Lord Vetinaris Sekretär) in den Romanen als ein Mann ohne Präsenz, absolut professionell und leidenschaftslos (zumindest bis zu den Geschehnissen in "Toller Dampf voraus") dargestellt wird, zeigt sich Drumknott im Film mit großen Gesten, starker Mimik und einer zynischen, fast schon schadenfrohen Ausdrucksweise.
- Während Feucht im Film die Biographie von Lord Vetinari als zu befördernde Sendung bei dem Wettstreit mit dem großen Strang auswählt, wird im Roman ein Magisches Buch zur Sendung bestimmt, und zwar von Erzkanzler Ridcully, und dies auch nur, weil er die Geschäftsführung des Großen Stranges als üble Bande bezeichnet.
- Im Film stellt sich heraus, dass alle Vorgänger von Feucht von Lipwig, die von Vetinari beauftragt wurden, das Postamt wieder zu eröffnen, von dem Bansheeassasinen Herrn Gryle getötet worden sind. Im Roman fielen sie allerdings dem Spuk und den Illusionen im Postamt zum Opfer, ausgelöst durch die unzähligen Worte und Gedanken, welche sich in den Briefen befinden.
- Die Läuterung von Feucht von Lipwig, die im Film durch Rückblenden ausgelöst wird, welche von den Briefen erzeugt werden, findet im Roman so nicht statt. Stattdessen sind es die Herausforderung und das Ringen mit Reacher Gilt, sowie die aufkeimende Beziehung zu Adora Belle, welche Feucht dazu bringen, seine kriminellen Neigungen größtenteils aufzugeben, da diese in Wahrheit nur dazu dienten, seinen Drang nach Gefahr und Abenteuerlust zu befriedigen.

## Kritiken
„Pratchetts lakonischen Witz lässt dieser en bloc versendete TV-Zweiteiler zwar etwas vermissen, er unterhält aber mit gut gelaunten Darstellern (u. a. Charles Dance), hübschen Ideen und (trotz latenter Unterfinanzierung) netter Ausstattung. 1-a-Fantasyspaß, nicht nur für Pratchett-Fans.“